# Dolar din Zimbabwe

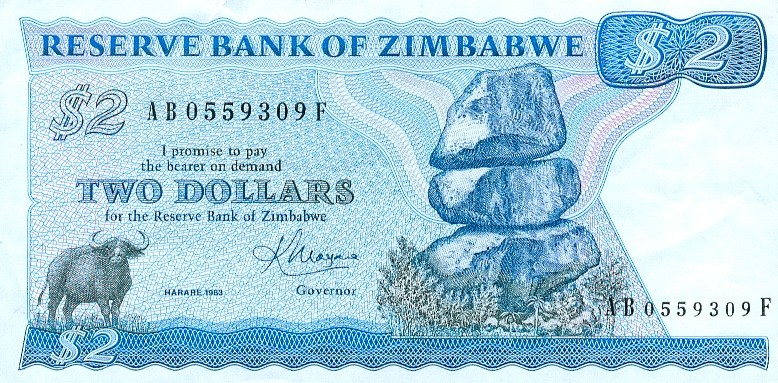
Veche cupiură de 2 dolari zimbabueni (1980-1994)

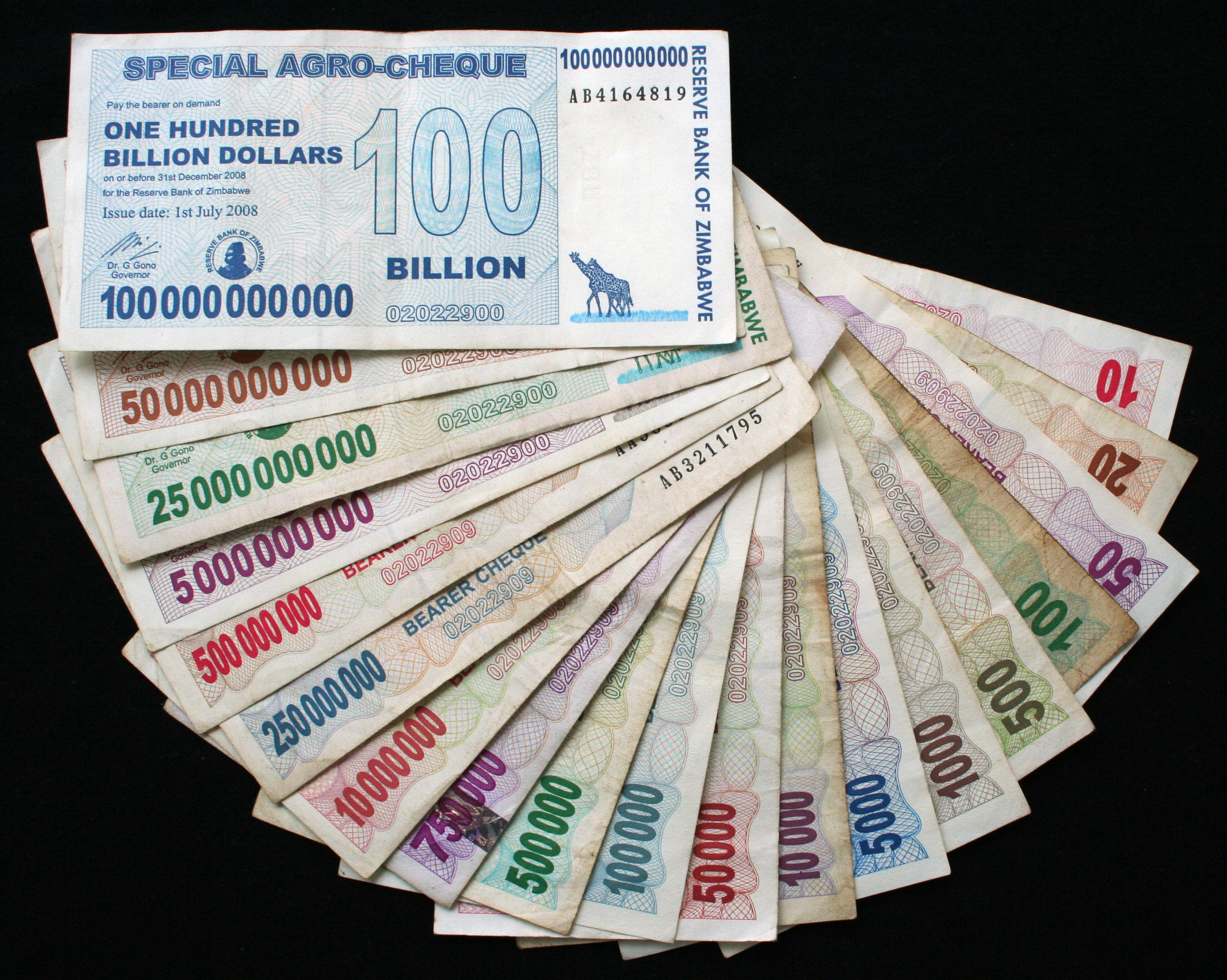
Un eșantion de bancnote zimbabuene tipărite între iulie 2007 și iulie 2008, care de atunci nu mai au curs legal, ilustrează importanta rată a inflației din țară.

Dolarul din Zimbabwe / dolarul zimbabwean a fost o deviză oficială a statului Zimbabwe, din 1980 până în 2009, și a succedat dolarului rhodesian. Era divizat în 100 de cenți.
La 23 noiembrie 2008 d.Hr., 1 USD echivala cu 480,541 ZWD (dolari zimbabueni) la cursul oficial.

## Hiperinflație
Dolarul zimbabweean a cunoscut o hiperinflație. Rata anuală a inflației atingea 2,2 milioane la sută în iulie 2008 și a continuat să crească.
În ianuarie 2009 au fost puse în circulație bancnote cu valoarea nominală de 100.000.000.000.000 (o sută de mii de miliarde, adică 1014) de dolari zimbabueni.
În aprilie 2009, guvernul de la Harare a hotărât să abandoneze pentru cel puțin un an dolarul zimbabuean în profitul unor valute străine. La începutul anului 2015, dolarul american a rămas singura monedă utilizată în Zimbabwe.
A fost cea mai slabă monedă emisă în lume, din cauza politicii economice dezastruoase.
La 5 aprilie 2024, dolarul a fost înlăturat și înlocuit cu ceva ce autoritățile zic că e "valută structurală, întărită de aur", denumit aurul zimbabuean (ZiG).